# Trinity County, Kalifornien
Trinity County är ett county i den norra delen av delstaten Kalifornien i USA. År 2010 hade Trinity totalt 13 786 invånare. Den administrativa huvudorten (county seat) är  Weaverville. Trinity County grundades år 1850. 

## Geografi
Enligt United States Census Bureau så har countyt en total area på 8 308 km². 8 233 km² av den arean är land och 75 km² är vatten. 

### Angränsande countyn
- Mendocino County, Kalifornien - syd
- Humboldt County, Kalifornien - väst
- Siskiyou County, Kalifornien - nord
- Shasta County, Kalifornien - öst
- Tehama County, Kalifornien - sydöst

### Större orter
- Hayfork
- Lewiston
- Weaverville